# São João do Estoril
São João do Estoril é uma localidade da união de freguesias de Cascais e Estoril, Município de Cascais, em Portugal. Está situada na costa atlântica, que a delimita a sul. Foi fundada em 1890 através de várias iniciativas individuais, em virtude da fama dos Banhos da Poça e do surgimento da Linha de Cascais.
A sua estação ferroviária, inaugurada a par do troço inicial para Pedrouços, foi a primeira a ser edificada na zona do Estoril, e é agora um interface importante entre os transportes ferroviário e rodoviário. Possui também uma escola secundária, também conhecida como Liceu de São João, que se encontra retratada no livro de Manuel Arouca "Filhos da Costa do Sol", cuja acção tem lugar por altura do 25 de Abril.
Nos inícios do século XX, São João do Estoril era descrito na "Ilustração Portugueza", revista do Jornal "O Século", como "uma pequenina povoação talhada em ruas perpendiculares, pouco abundante em árvores e sombras e frequentado especialmente pela burguesia abastada de Lisboa". Foi na localidade que o presidente do conselho, António de Oliveira Salazar, decidiu estabelecer a sua residência de férias (no Forte de Santo António da Barra), onde acabaria por sofrer um grave acidente que o afastaria do poder.

## Geografia
São João do Estoril localiza-se no sul da Península de Lisboa, a 3,7 km da sede do concelho, Cascais, e a 24 km de Lisboa. Limita a oeste e noroeste com o Estoril; a norte com a Galiza; a nordeste com a Alapraia e a leste com São Pedro do Estoril. O seu litoral é mais escarpado quando mais a leste, possuindo duas praias: a dos Condes da Azarujinha e a da Poça.

## História
A ocupação das zonas atuais de São João do Estoril remontam a 1590, quando o rei Filipe I, depois de um levantamento da planta de Cascais e de uma carta da costa até São Julião da Barra ordena a construção de fortes nas imediações da atual povoação. Um destes fortes, originalmente chamado de São João da Cadaveira, recebera o seu nome por já assim se chamar o terreno onde foi levantado. 
Um registo mais tardio aparece em 1873, com Apontamentos para a historia da villa e concelho de Cascaes. Neles são referidos, entre outros sítios, as «águas da Poça»:
As aguas da Poça são assim chamadas por estarem n'uma baixa junto ao sitio da Cadaveira, que fica á esquerda da estrada de Lisboa, vindo para Cascaes, 
d'onde dista quasi tres kilometros. Pertencem os banhos que alli ha á misericordia da referida villa. São uteis nas molestias de pelle, rheumatismo, paralysias, escrophulas, e na debilidade geral.
Já no interior é referida a «propriedade do sr. Antonio José Marques Leal, no logar da Galliza». Refere-se também que «ainda ha bem pouco tempo, sitio pobre e esteril, é hoje uma especie de colonia, já notavel, e cujo progressivo engrandecimento tudo annuncia». Detalha-se que António José Marques Leal comprara a antiga propriedade do desembargador Alexandre de Gamboa Loureiro, onde antes funcionava uma pedreira, denominadas cazal e quinta da Carreira. Aí, Marques Leal construira duas estradas que ligavam à Estrada Real, edificara uma casa e plantara vinhas.
Em 1890, e em modo de resposta à Companhia Monte Estoril, Luís Filipe da Matta constitui uma sociedade para a exploração do que viriam a ser Banhos da Poça. A 6 de junho de 1890, a Câmara Municipal delibera atribuir o nome de São João do Estoril «aos terrenos junto ao Forte da Cadaveira até ao sítio da Poça onde actualmente se estão edificando algumas construções urbanas». Em 1893, são cedidos à Câmara Municipal os terrenos de Florinda Leal, viúva de António José Marques Leal e Luís Filipe da Matta, para a abertura de novas ruas: a Rua Principal (atual Avenida Marques Leal), e duas ruas transversais, paralelas à Estrada Real (atuais ruas Costa Pinto e Elias Garcia)

## Património edificado
- Forte de São Pedro do Estoril
- Forte de São Teodósio da Cadaveira
- Forte de Santo António da Barra
- Estação Ferroviária de São João do Estoril